# Francisco Pineda
Francisco Pineda García, más conocido como Pineda, (nacido 31 de enero de 1959 en Málaga) es un exfutbolista español que actuaba en la posición de delantero. 

## Clubes
| Club          | País   | Año       |
| ------------- | ------ | --------- |
| Castilla CF   | España | 1979-1980 |
| Real Madrid   | España | 1980-1985 |
| Real Zaragoza | España | 1985-1988 |
| CD Málaga     | España | 1988-1990 |

## Títulos

### Campeonatos nacionales
- 2 Copa del Rey (1981-82 1985-86)
- 1 Copa de la Liga (1984-85)

### Campeonatos internacionales
- 1 Copa de la UEFA (1984-85)